# ファイナルディメンション
ファイナルディメンションは、シマノから発売されているブラックバス用の釣り竿のシリーズである。愛称はFD。上位モデルのファイナルディメンション アンリミテッドおよび廉価モデルのファーレンハイト、コンプレックスCI4、デポルティーボ、アメニスタも本項に記載する。

## 概要
2006年にシマノより発売されたバスロッドのハイエンドモデル。塚本謙太郎、桐山孝太郎、杉戸繁伸、ロボ奥田、バーニーシュルツを開発に迎え製作された。
用途を絞り込み、特化したTS(テクニカルスペシャライズド)シリーズとAR-Cコンセプトを奇襲し、汎用性を持たせたPV(プロフェッショナルバーサタイル)シリーズの2シリーズ展開された。ただし、PVシリーズは当初から汎用性を持たせたかったわけではなくアクラブの16103Fのようなソフトティップのピッチングロッド作るつもりだったとのことである

## 略歴
- 2006年、ファイナルディメンション発売。当初のモデルは、TS4機種、PV4機種の計8機種が発売。年内にスピニング4機種を追加。
- 2007年、FDを新たに6機種追加。また、ファーレンハイト(以下FH)発売。
- 2008年、FDは、PF(ピッチング・フリッピング)シリーズ4機種とロボ奥田プロデュースのロッド4機種追加。その他スピニングの2機種追加。FHも7機種追加された。また、デポルティーボも発売。
- 2009年、アメニスタが発売。
- 2010年、ファイナルディメンション アンリミテッド、コンプレックスCI4発売。アメニスタ4機種追加。
- 2011年、ジャッカルとのコラボレーションにより事実上の終了。
- 2012年、エクスプライドの発売に伴いデポルティーボが生産終了。ファイナルディメンション、ファーレンハイトの一部モデルが生産終了。
- 2013年、ポイズン アドレナの発売に伴いファーレンハイトの生産が終了。ファイナルディメンションの一部モデルが生産終了。
- 2014年、ポイズン アルテマの発売に伴いファイナルディメンション アンリミテッドの生産が終了。ファイナルディメンション、コンプレックスCI4、アメニスタの生産が終了。

## シリーズ一覧

### ファイナルディメンション
シャウラ発売以来6年ぶりのバスロッドのハイエンドモデルとして登場した。今までの技術的な部分主導の開発体制から現場主導を掲げ、素材や製法等1本1本吟味し異なっている。
小さく握れるパーフェクションシートを新たに採用し、ハイパワーXやAR-C、アクラブで用いられたUDグラスなどかつてのシマノの技術も導入されている。
2012年にTS 166M、168M、176MH、180H、172MHPF、176MHPF、1610LF、1610MLF、1610MF、264SUL、261UL、2511L、PV 168ML、1610M、1610MH以外のモデルの生産が終了。

2013年にTS 168M、172MHPF、176MHPF、1610LF、1610MLF、1610MF、264SUL、261UL、2511L以外のモデルの生産が終了。

### ファーレンハイト
2007年に発売したファイナルディメンションの廉価版で、デザインは少し派手目にしてある。
元々は、ファイナルディメンションのプロト落ちした中でも廃棄するのはもったいないということからファイナルディメンションの下のクラスで発売されることとなった。ファイナルディメンションとはブランク素材は異なるものの塚本謙太郎曰くほぼ同じで使う分には区別は付かないとの事である。ガイドはステンレスフレームのSic、製造工場もインドネシアの工場で製造し、コストダウンを図っている。
また、FH TS-166Lのようにステンレスフレームのガイドを用いた方が性能を発揮できるモデルもファーレンハイトとして発売されている。
2012年にTS 166M、173MH、172MHF、261UL、272L、PV 164ML、168ML、1610M、172MH、272L以外のモデルが生産終了。

### ファイナルディメンション アンリミテッド
2010年発売のファイナルディメンションの上位モデル。塚本謙太郎曰く、あくまでFDの追加モデルとの事である。
新たにCI4を用いたリールシートや、スパイラルX、タフテックソリッドなどが用いられた。

### コンプレックスCI4
2010年発売のCI4リールシートやタフテックαを用いた廉価版。スピニングのみの展開である。

### デポルティーボ
2008年発売のファーレンハイトの下位グレードモデル。ファイナルディメンション開発当初、シマノの子会社のG.loomis社のロッドのコピーを作ろうと様々な素材、製法を吟味した結果、05アクシスの素材でハイパワーX無しなら良い結果が出た。この結果はファイナルディメンションには用いられなかったが、もったいないのでファーレンハイトの下位モデルとして発売されることになった。その為、生産地は05アクシスと同じ中国である。
用途を特化した赤のデポルティーボ(事実上のTSシリーズ)と汎用性を持たせた先調子の青のデポルティーボ(事実上のPVシリーズ)がラインナップされている。また、下位グレードのため2ピースも用意されている。

### アメニスタ
2009年発売のデポルティーボの下位グレードモデル。価格帯が企画の段階から決まっていたため、当初はパーフェクションシートの搭載の予定が無かったが、妥協したくないとの事から搭載が決まった。

## 特徴
- グリップ
グリップの接合にはメガバスのグラコンポのように高弾性カーボンパイプを継いでいる。これにより、キャスト、ファイト時にグリップ部分がしなることなく安定して行え、また、リールシートの接合に詰め物をしなくて良いため軽量化が可能、それから、反響空間を用いた感度の調節が可能な点が利点である。[1]
このカーボンパイプの太さを極力とった上で小さく握れるように削り込んだのがパーフェクションシートである。
- ガイド
ベイトモデルは耐久性を重視したため、ライトアクション以外のロッドは全てダブルフットのガイドが付けられている。[1]